# Горан Влаович
Горан Влаович (хорв. Goran Vlaović; нар. 7 серпня 1972, Нова Градишка, Хорватія (СФРЮ)) — хорватський футболіст. Грав на позиції нападника. Виступав за клуби Осієк, Динамо (Загреб), Падуя, Валенсія, Панатінаїкос та за національну збірну Хорватії. Бронзовий призер чемпіонату світу 1998.

## Титули і досягнення
- Чемпіон Хорватії (1):

«Кроація»: 1993
- Володар Кубка Хорватії (1):

«Кроація»: 1993–94
- Володар Кубка Інтертото (1):

«Валенсія»: 1998
- Володар Кубка Іспанії (1):

«Валенсія»: 1998–99
- Володар Суперкубка Іспанії (1):

«Валенсія»: 1999
- Чемпіона Греції (1):

«Панатінаїкос»: 2003–04
- Володар Кубка Греції (1):

«Панатінаїкос»: 2003–04
- Найкращий бомбардир Чемпіонату Хорватії (2):

«Кроація»: 1993, 1994
- Бронзовий призер чемпіонату світу: 1998